# Claudio Pätz
Claudio Pätz, né le 1er juillet 1987 à Oberurdorf, est un curleur suisse. Il a notamment remporté une médaille olympique et deux médailles mondiales avec l'équipe du skip Peter de Cruz.

## Biographie
Frère d’Alina Pätz, il commence sa carrière internationale dans les rangs juniors lors du Festival olympique d'hiver 2005 de la jeunesse européenne, en tant que remplaçant de l'équipe du skip Manuel Ruch, qui termine à la deuxième place du tournoi. Deux ans plus tard, il participe, toujours en tant que remplaçant, au championnat du monde junior avec l'équipe du skip Christian von Gunten, en remportant la médaille de bronze. En 2008 (en tant que third de l'équipe du skip Manuel Ruch) et en 2009 (comme second de l'équipe du skip David Bartschiger), Pätz prend à nouveau part à ces championnats du monde junior, sans faire mieux que cinquième.
En 2010, il est le skip qui mène l'équipe de Suisse (composée de sa sœur Alina, de Gioia Oechsle et de Sven Michel à la médaille d'argent du Championnat d'Europe mixte.
En 2011 et en 2012, avec l’équipe du skip Sven Michel, Pätz prend part à ces premiers championnats d'Europe masculins, mais termine à chaque fois en 6e position du classement. L'année suivante, il participe à son premier championnat du monde, bouclé à la septième place, avant de remporter le titre européen en fin d'année, en compagnie de Sven Michel (skip), Sandro Trolliet (second), Simon Gempeler (lead) et Benoît Schwarz (remplaçant).

## Palmarès

### Jeux olympiques
| Édition             | Équipe                   | Poste | Résultat |
| ------------------- | ------------------------ | ----- | -------- |
| JO 2014 Sotchi      | CC Adelboden Skip Michel | Third | 7e       |
| JO 2018 Pyeongchang | CC Genève Skip De Cruz   | Third | Bronze   |

### Championnats du monde
| Édition                   | Équipe                   | Poste      | Résultat |
| ------------------------- | ------------------------ | ---------- | -------- |
| Mondiaux 2013 Victoria    | CC Adelboden Skip Michel | Third      | 7e       |
| Mondiaux 2014 Pékin       | CC Genève Skip De Cruz   | Remplaçant | Bronze   |
| Mondiaux 2017 Pyeongchang | CC Genève Skip De Cruz   | Third      | Bronze   |

### Championnats d'Europe
| Édition                     | Équipe                             | Poste | Résultat |
| --------------------------- | ---------------------------------- | ----- | -------- |
| Européens 2011 Moscou       | Baden Regio-Privera CC Skip Michel | Third | 6e       |
| Européens 2012 Karlstad     | CC Adelboden Skip Michel           | Third | 6e       |
| Européens 2013 Stavanger    | CC Adelboden Skip Michel           | Third | Or       |
| Européens 2015 Esbjerg      | CC Genève Skip De Cruz             | Third | Argent   |
| Européens 2016 Renfrewshire | CC Genève Skip De Cruz             | Third | Bronze   |
| Européens 2017 Saint-Gall   | CC Genève Skip De Cruz             | Third | Bronze   |

| Édition                | Équipe      | Poste | Résultat |
| ---------------------- | ----------- | ----- | -------- |
| Européens 2010 Howwood | - Skip Pätz | Skip  | Argent   |